# Округ Јавапај (Аризона)
Округ Јавапај (енгл. Yavapai County) је округ у америчкој савезној држави Аризона. По попису из 2010. године број становника је 211.033. Седиште округа је град Прескот.

## Демографија
Према попису становништва из 2010. у округу је живело 211.033 становника, што је 43.516 (26,0%) становника више него 2000. године.
| Група             | 2000.           | 2010.           |
| Белци             | 145.037 (86,6%) | 172.968 (82,0%) |
| Афроамериканци    | 655 (0,4%)      | 1.267 (0,6%)    |
| Азијати           | 851 (0,5%)      | 1.785 (0,8%)    |
| Хиспаноамериканци | 16.376 (9,8%)   | 28.728 (13,6%)  |
| Укупно            | 167.517         | 211.033         |